# Симеон Силяновски
Симеон Силяновски (на македонска литературна норма: Симеон Силјановски) е академичен художник от Северна Македония.

## Биография
Силяновски е роден в 1942 година в Смилево, тогава анексирано от Царство България. Завършва живопис в Художествения факултет на Белградския университет. Преподава в системата на средното образование, а след това става университетски професор. Силяновски работи в много стилове - импресионизъм, кубизъм, експресионизъм и използва пастел, масло, графика, акварел, комбинирана техника и мозайка. Негови мозайки има в обществени сгради в Скопие и Битоля. Прави самостоятелни изложби в Битоля, Скопие, Охрид, Куманово, Щип, както и в Белград, Зренянин, Загреб, Сарево, Брюксел, Париж, Стокхолм, Чикаго, Аспен, Денвър, Магдебург. Носител е на много награди.